# Кафандо, Мишель
Мише́ль Кафандо́ (фр. Michel Kafando; род. 18 августа 1942, Уагадугу, Верхняя Вольта) — государственный и политический деятель Буркина-Фасо; министр иностранных дел Буркина-Фасо (1982—1983); Посол Буркина-Фасо при Организации Объединённых Наций (1998—2011) и исполняющий обязанности президента с 17 ноября 2014 года по 29 ноября 2015 года (с перерывом от 16 по 23 сентября 2015 года).

## Биография
Мишель Кафандо родился 18 августа 1942 года в столице Верхней Вольты Уагадугу. В 1963 году окончил колледж Жан-Батиста де ла Салля в Уагадугу. В 1964—1968 годах обучался в Дакаре, Сенегал. В 1979 году окончил юридический факультет Университета Бордо во Франции, затем получил диплом по политологии в Париже. В 1972 году окончил Парижский институт политических наук. В 1973 году прошёл курсы международной дипломатии в Европейском центре Фонда Карнеги в Женеве, Швейцария. Позже он получил докторскую степень в области политологии в Сорбонне в 1990 году.
В 1978—1980 годах Кафандо был советником министра иностранных дел Муссы Каргугу по правовым вопросам и международному сотрудничеству. В 1981—1982 годах, занимал пост постоянного представителя Верхней Вольты в ООН, а в 1982 году работал заместителем председателя Генеральной ассамблеи ООН. 
В 1982 году, Мишель Кафандо занял пост министра иностранных дел Буркина-Фасо, став единственным членом правительства, сохранившим министерский пост после переворота Жана-Батиста Уэдраого. Также Кафандо был вице-президентом Генеральной Ассамблеи ООН в 1982 году, возглавлял многие делегации в Организации африканского единства, и являлся вице-президентом Африканского центра по охране окружающей среды.
В 2008—2009 годах — работал в качестве Председателя Совета Безопасности ООН. 
До 2011 года Мишель Кафандо был Постоянным представителем Буркина-Фасо в ООН.
После государственного переворота в ноябре 2014 года, под угрозами санкций со стороны Африканского союза, военные 17 ноября 2014 года передали полномочия президента Кафандо. Кафандо также исполнял обязанности министра иностранных дел до 19 июля 2015 года, когда, в рамках перераспределения правительственных полномочий, назначил на этот пост Мусу Небие, а сам в дополнение к президентским полномочиям сосредоточил в своих руках портфели министра обороны и министра безопасности.
16 сентября 2015 года смещён в результате военного переворота и помещён под арест.
18 сентября 2015 года Национальный совет за демократию освободил из-под ареста М. Кафандо «в знак ослабления напряжённости».
Организаторы переворота не смогли заручиться широкой поддержкой и 23 сентября 2015 года подписали соглашение с представителями регулярной армии о том, что путчисты вернутся в свои казармы, а армейские части покинут столицу, после чего М. Кафандо вернулся к своим обязанностям.
По результатам состоявшихся 29 ноября 2015 года выборов победу в 1 туре одержал Рок Марк Кристиан Каборе, которому М. Кафандо передал полномочия 29 декабря 2015 года.